# 石多未知行
石多 未知行（いした みちゆき、Michiyuki Ishita、1974年9月17日 - ）は、日本を中心に世界各地で活動する空間デザイナー、プロデューサー、イベントプランナー、クリエイティブ・ディレクター、映像クリエイター、演出家、アーティスト。
大阪府大阪市で生まれ、埼玉県所沢市、長崎県東彼杵郡波佐見町で育つ。佐賀県立有田工業高等学校デザイン科、すいどーばた美術学院を経て、武蔵野美術大学造形学部空間演出デザイン学科を卒業。両親は武蔵野音楽大学出身のオペラ歌手。
2021年、東京初開催となる光の祭典「TOKYO LIGHTS」の仕掛け人でもある。自身のアーティスト活動は『michi』の名称で行っている。
一般財団法人 プロジェクションマッピング協会 代表理事、株式会社NIGHT WAVE 代表取締役、カラーズクリエーション株式会社 代表取締役。
東京芸術大学、尾道市立大学、デジタルハリウッド大学 等、非常勤講師。
環境芸術学会 理事。
映像を光として捉え、空間をダイナミックかつ幻想的に表現するアーティストとして国内外で広く活動。近年はアーティストの視点を持ったプロデューサー・演出家として、全体の演出を統括していくような役回りで多くのプロジェクトを手掛けている。

## 経歴概要
2000年頃
映像を使って空間を表現、演出するアーティスト、VJとして活動開始。クラブや音楽イベント、舞台演出を中心に映像演出を手掛けていく。
同時にアートイベントのオーガナイザーとして橋本俊行と2人で「KU-KI」というコラボレーションを軸としたイベントを立ち上げ、都内各所でイベントを展開する。
独自の映像空間を軸としたパフォーマンスイベント「CONSCIOUS」をSPIRAL HALL（表参道）で行い、音楽家、DJ、胡弓奏者、ダンサーなどのメンバーで構成した、ステージ表現を作り上げた。
2005-2006年
イギリス ロンドンに滞在、欧州を拠点に活動。
2011年
『一般財団法人 プロジェクションマッピング協会』を設立。
子供が生まれる。
2012年
一般財団法人 プロジェクションマッピング協会の企画運営で『1minute Projection Mapping Competition』をスタート。2021年大会では世界54の国と地域から246組のエントリーが寄せられるなど、世界アジア最大級の世界的祭典にまで発展、2022年度は第10回大会を東京にて開催予定。
2016年
海岸の波を青く光らせる『NIGHT WAVE ～光の波プロジェクト～』を開始。
2019年
世界中のクリエイター、アーティストが所属するクリエイティブカンパニー『カラーズクリエーション株式会社』を設立。
国家事業や海外の国際祭典での制作、講演、審査員などにも多数招聘。プロジェクションマッピングの国際的第一人者として国内外でプロジェクションマッピングの普及に務めている。

## 舞台演出
1996年
- オペラ「忘れられた少年」（東京芸術劇場）[5]

2002年
- ミュージカル「屋根の上のヴァイオリン弾き」映像演出（奄美大島）[5]
- オペラ「魔法の笛」映像演出（城南市民会館／福岡）[5]

2003年
- オペラ「高山右近」（生配信／舞台美術/映像演出）[5]

2005年　
- オペラ「魔法の笛」（城南市民会館／福岡）[5]
- オペラ「忘れられた少年」ポルトガルツアー映像演出（カトリック目黒教会、長崎波佐見町総合文化会館（ウェイブホール）、ポルトガル）[5]

2006年
- 「ザビエル」（Uポート）[5]

2007年
- 能美健志ダンス「BIO TOPE」（TEMPORARY CONTEMPORARY）[5]
- 西島千博ダンス公演「Double Border Dreams」（Stessa・宮﨑）

2008年
- 「蓬莱の国」（砥部文化会館）

2011年
- 矢野誠プロデュース/矢野誠・あがた森魚・南佳孝コンサート「1974(イチキューナナヨン) 」（キラリ☆ふじみ）
- 「銀河英雄伝説～第一章」（青山劇場）[6]
- 「裏切りは僕の名前を知っているVol.1」（博品館劇場）
- 「銀河英雄伝説〜外伝オーベルシュタイン編」（さくらホール）
- 「裏切りは僕の名前を知っているVol.2」（吉祥寺・前進座劇場）

2012年
- 「銀河栄州伝説〜第二章」（東京国際フォーラム）
- 「裏切りは僕の名前を知っているVol.3」（北千住・シアター1010）
- 朗読劇「ユンカースカムヒア」（ル・テアトル銀座）

2013年　
- 「旅猫リポート」（新宿・紀伊國屋サザンシアター）

2014年
- 「ヒア・カムズ・ザ・サン」（銀座博品館劇場）

## 映像演出、プロジェクションマッピング演出
2006年
- 「Around the World」（演出、ロンドンの現代美術館 ICAギャラリー/イギリス）
- 「VEEJAY NIGHT」（講演、パフォーマンス/メディアアート美術館Le Cube/フランス）

2007年
- 「FRAMES」オープニング演出（映像演出/FRAMES 渋谷店）

2008年
- 「Japan Nightステージ」演出・プロデュース（JCI Japan/Samrat Hotel/インド）

2009年
- ダイナーズカード 「Charity Gala Party」（映像制作/グランドハイアット東京）

2011年
- 「KOA株式会社」SCR事業でのプロジェクションマッピングショー（長野）
- 「LOFT仙台店」クリスマスプロジェクションマッピング演出（仙台）
- プロバスケットボールチーム「横浜ビーコルセアーズ」オープニングゲーム

2012年
- 「KOA株式会社」プロジェクションマッピングを使ったCM制作（長野）
- 「ポーラ美術館」ナイトミュージアム演出、プロジェクションマッピング作品展示
- 「コカコーラボトラーズ」イベントでのプロジェクションマッピング演出
- テレビ番組企画「ヒューマンコード」（NHK＋フジテレビ）

2013年
- 花王プレスサロン会「アジエンス」新作発表プロジェクションマッピング演出[7]
- Huawei Japan × KDDI　プロジェクションマッピングショー[7]
- 気仙沼市立浦島小学校、東松島市立浜市小学校の廃校に伴う卒業プロジェクションマッピングセレモニー[7]
- 柏・高島屋　ビアガーデン用プロジェクションマッピングショー 夏期期間常設[7]
- 高知県「龍馬伝幕末志士社中」 常設プロジェクションマッピング作品設置（高知）[7]
- 日本初の企画展「プロジェクションマッピングの世界」e-とぴあ かがわ（香川）[7]
- フジテレビ「世にも奇妙な物語」オープニング、エンディングのプロジェクションマッピング演出[7]
- イオンリカー自由ヶ丘店　店舗ブランディング、デジタルメディア、プロジェクションマッピング演出[7]
- インタラクティブプロジェクションマッピングインスタレーション「一葉（ICHIYO）」（AMUSE柏）[7]
- 大規模プロジェクションマッピング「ヒカリデッキかしわ」プロデュース（柏駅前）[7]

2014年
- 「ホノルルフェスティバルinハワイ」でプロジェクションマッピング作品を紹介展示（ハワイ）
- 「ベラビスタ境が浜」 バンケットルームに常設マッピング設備設置[7]
- 「小田原城 天守閣」内にプロジェクションマッピングによる展示空間設置[7]
- 「ザ・グランドティアラ大阪」のチャペルにバージンロードのプロジェクションマッピング演出[7]
- 「夏祭り in サンリオピューロランド」でのステージショー、インタラクティブコンテンツ等制作[7]
- 「24時間テレビ37（フジテレビ）」企画プロデュース[7]
- 「日本癌治療学会」 オープニング演出（パシフィコ横浜）[7]
- ポーラ美術館「NIGHT MUSEUM」美術館内を映像で染める演出[7]
- オリジナル造形物とLEDイルミネーションの企画「ONOKORO」企画設計（兵庫県淡路市）[7]
- オーケストラ＋歌舞伎・狂言（Bunkamura オーチャードホール）[7]

2015年
- 「109シネマズ二子玉川（二子玉川ライズ）」にて常設のプロジェクションマッピング施設[7]
- 六本木のクラブ「Cat’s TOKYO」 DJブース プロデュース[7]
- 「太閤園（大阪）」プロジェクションマッピングの常設演出設備 プロデュース[7]
- 波佐見「光絵付け」プロジェクションマッピングショー企画プロデュース（長崎県）[7]
- 「Media Butterfly in 有田ディレクション」スーパーバイザー（佐賀県）[7]
- 「ミキモト銀座2丁目本店」のウィンドゥディスプレイへのプロジェクションマッピング企画演出(銀座ディスプレイ大賞受賞)[7]

2016年
- 「SANRIO EXPO 2016」 コンセプトサイネージ企画プロデュース、設計、ディレクション[7]
- 光の祭典「スタロ・リガ (Staro Riga)」 でプロジェクションマッピング（ラトビア）[7]
- 結婚式場「アニヴェルセル」の２部屋にプロジェクションマッピング常設（横浜市）[7]
- 高橋大輔×プロジェクションマッピング 企画演出（日テレ／世界!極限アーティストBEST20）[7]
- 「リテールテックの東芝テックステージ」（東芝テック）[7]

2017年
- 「第50回アジア開発銀行年次総会」にて、映像演出の茶室を企画演出（横浜市）[7]
- 「ヒルトン東京」のデザートビュッフェ演出（東京都）[7]
- 「幕張メッセ」にてクリスマスプロジェクションマッピング（千葉市）[7]
- 福井県坂井市「ゆりの里公園」にて常設のマッピング設備と作品を敷設（福井県坂井市）[7]
- 「旧栃木県庁」にてプロジェクションマッピングショーの企画製作実施（宇都宮市）[7]
- 「刀剣乱舞」のサテライト公演（小田原城／小田原市）[7]

2018年
- 「大江戸温泉物語 浦安万華郷」にてプロジェクションマッピングを企画製作（浦安市）[7]
- 「旧奈良監獄」の内覧会イベントにてプロジェクションマッピング演出（奈良市）[7]

2019年
- 幕張メッセの新企画「METACITY」を企画プロデュース（千葉市）[7]
- サンリオのオリジナル体感型映像プログラム作成[7]
- 「日・イラン外交関係樹立90周年記念事業」にて、テヘランの世界遺産にプロジェクションマッピングショー（イラン） 在日本大使館/外務省[7]
- 大型展覧会「未来と芸術展：AI、ロボット、都市、生命――人は明日どう生きるのか」にてトルコのアーティスト「Ouchhh」の作品『DATAMONOLITH（データモノリス）』の設置施工（森美術館）

2020年
- プロジェクションマッピング「沖縄交響曲」企画プロデュース（沖縄県浦添市）

2021年
- 「高岡市万葉歴史館」の映像展示の空間設計・映像演出（富山県高岡市）
- 松竹が手がける芸術祭「アートコネクト東銀座」展示企画第二弾に石多 未知行 × 三橋 玄のコラボによるプロジェクションマッピングインスタレーション作品『月の音 風の光』設置（東京都中央区／銀座松竹スクエア）

## 登壇

### 審査員
2017年
- 第1回 光とメディアアートのフェスティバル 「Kiev Light Festival(キエフ ライト フェスティバル)」内のプロジェクションマッピング国際コンペ（ウクライナ）

2018年
- モスクワ国際フェスティバル 「Circle of Light」（モスクワ/ロシア）

2020年
- デジタルアート国際フェスティバル「ACSEE FESTIVAL」 ／プロジェクションマッピング審査員(中国)

2021年
- プロジェクションマッピングの国際祭典「iMAPP」（ルーマニア）

### 講演会
2011年
- 「ビジュアルメディアExpo」 講演（パシフィコ横浜）
- 「FORUM8デザインフェスティバル」”プロジェクションマッピングとその可能性” 講演

2012年
- 「ビジュアルメディアExpo」 講演（パシフィコ横浜）

2013年
- 「応用物理学会」講演（東京工業大学）
- 「CASIO」社内特別講演
- 「日本光学会」講演（京都大学）
- 「レジャー＆サービス産業展2013」プロジェクションマッピングデモ、講演（東京ビッグサイト）

2014年
- 「NISSAN本社」プロジェクションマッピング講演
- 「TOYOTA本社」プロジェクションマッピング講演＋社員へのワークショップ
- 「地方創生全国協議会 第一回全国大会」"プロジェクションマッピングと地方創生"講演（福岡県北九州市/リーガロイヤルホテル小倉・西日本総合展示場）

2015年
- 「コンテンツ東京」 プロジェクションマッピング講演（東京ビッグサイト）
- 「ジャパンアミューズメントエキスポ2015」 プロジェクションマッピング講演（東京ビッグサイト）
- 「Baltic Light Chain」 講演とワークショップ（ラトビア）

2019年
- 「マラン大学」特別講演（インドネシア）

2020年
- 「レジャー＆アウトドアジャパン2020」　講演（東京ビッグサイト）

2021年
- 「Panasonicセンター」プロジェクションマッピング講演

2022年
- 一般財団法人 日本コンベンション協会（JCMA）主催「2021年度 JCMA人材育成委員会 第2回勉強会」ゲスト講演

### セミナー
2013年
- 「三次元映像フォーラム」（有明フロンティアビル）[7]
- 「デジタルコンテンツ協会」[7]
- ビジネスパーソン向けイベントコミュニティ「SHAKE100（シェイクハンドレッド）」（サイバーエイジェント）[7]
- 「デジタルハリウッド東京」高校教職員向けセミナー（東京都渋谷区）[7]
- 「株式会社デンソー」社内セミナー、プロジェクションマッピングワークショップ[7]
- 「よこはま ショートフィルムフェスタ2013」（パシフィコ横浜）[7]
- Digital Media EXPO（日本科学未来館）「プロジェクションマッピングと多様性」[7]
- 「第11回レーザーディスプレイ研究会」（東京大学）[7]

2021年
- 「東京工科大学」特別授業[7]

### 対談
2011年
- ダンスパフォーマンス「銀の匙」にて奥周太郎氏と対談（原美術館）

2012年
- 「ライフハッカー出張講義」花房伸行さんとプロジェクションマッピング対談（デジタルハリウッド×ライフハッカー）

2014年
- 「TOKYO MORINIG RADIO」 別所哲也さんと対談（J-wave）

2022年
- 「PRODUCERS 2022」 ゲスト登壇出演

### ワークショップ
2013年
- 初音ミク「ワークショップ＆プロジェクションマッピング」（横浜アリーナ）[7]
- 「株式会社デンソー」社内セミナー、プロジェクションマッピングワークショップ[7]

## メディア出演

### 新聞／雑誌 掲載
2006年
- 「映像作家100人」（2006年2月／BNN）に選出　ISBN 4-86100-362-8[6]
- 「DJ MUG」（イギリスの音楽雑誌）[6]

2007年
- 「映像作家100人」（BNN）に選出　ISBN 978-4-86100-500-8[6]

2011年
- 「映像作家100人」（BNN）に選出[6]
- 月刊「ブレーン」（取材/雑誌）[7]
- 「映像新聞」（取材/業界新聞）[7]
- 「Sign & Displays」（取材/業界雑誌）[7]
- 「フォーラムエイト」機関誌[7]

2012年
- 「大型ディスプレイ＆デジタルサイネージ＆3D総覧2012」（執筆/テクノタイムズ社）[7]
- 旅行業界紙「とーりまかし」（取材/リクルート）[7]
- 「花王」社内報（取材/業界新聞）[7]

2013年
- 「日経エレクトロニクス」（取材/雑誌）[7]
- 「CG WORLD（シージーワールド） Vol.183 発売日2013年10月10日」（●第２特集 これからのプロジェクションマッピング 執筆/ワークスコーポレーション）[7]
- 「ホームシアター・ホワイエ Vol.63 Autumn 発売日2013年9月11日」（取材/ステレオサウンド）[7]
- 「K-OPT Vol.21 2013 Spring号」　巻頭特集/コミュニケーションの最前線を行く（取材/ケイオプティコム）[7]
- 「日経ビジネス 2013/04/22号」（取材/映像クリエーター特集ページ掲載）[7]

2014年
- 音楽雑誌「Foyer/ホワイエ」（ステレオサウンド）

2015年
- 「子供の科学」6月号（誠文堂新光社）
- 中学の技術教科書でのプロジェクションマッピング技術紹介（東京書籍）

### TV
2011年
- 「ワールドビジネスサテライト」2011年8月11日放映（取材/テレビ東京）[7]
- 「地球★アステク」（取材/BSジャパン）[7]

2012年
- 「世界一受けたい授業」（デモンストレーション/日本テレビ）[7]
- 「めざにゅ～」2012年9月26日放映（出演/フジテレビ）[7]
- 「スッキリ」2012年9月24日放映（出演/日本テレビ）[7]
- 「やじうまテレビ!」（出演/テレビ朝日）[7]

2013年
- 「情報プレゼンター とくダネ!」（出演/フジテレビ）[7]
- 「午後のニュースルーム」2013年7月11日放映（出演/BS朝日）[7]
- 「Adobe映像塾」（出演・デモ/AdobeのUSTREAM番組）[7]
- 「世にも奇妙な物語」（演出/フジテレビ）[7]
- DOMMUNE「AMAZING BANG・REVERSE4(2013年11月15日／司会：いとうせいこう)」（出演／）[7]
- 「ヒルナンデス!」2013年12月23日放映（プロジェクションマッピング解説／日本テレビ）[7]
- 「News every.」2013年12月24日放映（プロジェクションマッピング解説／日本テレビ）[7]
- 「はぴ☆ぷれ」（プロジェクションマッピング授業／BS日テレ）

### ラジオ
2014年
- 「TOKYO MORINIG RADIO」 別所哲也さんと対談（J-WAVE）

2015年
- 「ピートの不思議な冒険」（J-WAVE）

2018年
- 「A-LABO INDEX」（BayFM）

### Web
2012年
- 「ライフハッカー」（インタビュー/ネット情報サイト）

2012年
- 「クリエイターズステーション」（インタビュー/ネット情報サイト）

2013年
- 「DUE Studies」（インタビュー/ネット情報サイト）

2017年
- 「@PROFESSIONAL USERS」にてインタビュー（BUFFALO）

## プロジェクションマッピング国際大会「1minute Projection Mapping Competition」
2012年
- 第1回 1minute Projection Mapping 国際コンペティション「1minute Projection Mapping」（神奈川県逗子市／逗子小学校）[8]

2013年
- 第2回 1minute Projection Mapping 国際コンペティション「1minute Projection Mapping」（神奈川県逗子市／逗子小学校）[8]

2014年
- 第3回 1minute Projection Mapping 国際コンペティション「1minute Projection Mapping」（神奈川県逗子市／逗子小学校）[8]

2015年
- 第4回 1minute Projection Mapping 国際コンペティション「1minute Projection Mapping」（新潟県新潟市／みなとまちの光の祭典「にいがた★MINATOPIKA」）[8]

2016年
- 第5回 1minute Projection Mapping 国際コンペティション「1minute Projection Mapping」（新潟県新潟市／みなとまちの光の祭典「にいがた☆MINATOPIKA2016」）[8]

2017年
- 第6回 1minute Projection Mapping 国際コンペティション「1minute Projection Mapping in ハウステンボス」（長崎県佐世保市／ハウステンボス）[8]

2018年
- 第7回 1minute Projection Mapping 国際コンペティション「1minute Projection Mapping in みやざき」（宮崎県宮崎市／	宮崎県総合文化公園）[8]

2019年
- 第8回プロジェクションマッピング国際大会「1minute Projection Mapping in 小田原城」（宮崎県宮崎市／	宮崎県総合文化公園）[8]

2021年
- 第9回プロジェクションマッピング国際大会 「1minute Projection Mapping in TOKYO」（東京都新宿区／明治神宮外苑 聖徳記念絵画館／“光の祭典”「TOKYO LIGHTS（トウキョウライツ）」）[8]

2022年
- 第10回プロジェクションマッピング国際大会「1minute Projection Mapping in TOKYO」（東京都／）開催予定[8]